# Мовсес Хоренаці
Мовсес Хоренаці (вірм. Մովսէս Խորենացի); близько 410 — 490 або ж на початку VI століття) — середньовічний вірменський історик, автор «Історії Вірменії», «батько вірменської історіографії».

## Життєпис
Ймовірно народився в Сюнікській області в селі Хорен, тому й отримав ім'я Хоренаці. Приблизна дата його народження 410 рік. Однак цілий ряд дослідників спираючись на те, що в текстах Хоренаці є багато анахронізмів вважають, що насправді він жив значно пізніше — у VIII–IX століттях нашої ери. За повідомленнями Хоренаці початкову освіту здобув у Сюніці, у створеній Месропом Маштоцем школі. Потім продовжив навчання у Вагаршапаті де вивчав грецьку, сирійську та пехлеві (середньоперсидську). Потім його з іншими учнями відправили за кордон для продовження освіти спершу в Едесу, а потім в культурний центр Візантійської імперії — Александрію, де Мовсес Хоренаці познайомився з неоплатонічною філософією.

## Творчість
За твердженнями самого Мовсеса він написав свій головний твір на прохання князя Саака Багратуні який загинув у битві з персами в 482 році.
«Історія Вірменії» Мовсеса Хоренаці описує період з часу виникнення вірмен як народу і до вказаного в книжці періоду життя автора — V століття нашої ери. Це перший цілісний виклад історії стародавньої Вірменії який містить багатий та унікальний матеріал щодо давньовірменської міфології, язичницької релігії, життя країни та її зв'язків з іншими країнами та народами. Щоправда віддалені від історика періоди описані на основі легенд і нечітких переказів, а не історичних джерел тому дуже неточні. У творі багато відомостей, що стосуються історії та культури сусідніх країн. З тексту випливає критичне ставлення автора до його джерел. З літературної точки зору книжка написана дуже добре — яскраво, образно але при цьому лаконічною мовою. Твір Мовсеса Хоренаці справив на вірменську істріографію величезний вплив.
Сама «Історія Вірменії» складається з трьох частин:
- «Родовід Великої Вірменії» — історія від виникнення Вірменії і до заснування династії Аршакідів (149 рік до нашої ери)
- «Виклад середньої історії наших предків» — історія з 149 року до нашої ери до смерті Григорія Просвітителя
- «Заключення історії нашої вітчизни» — до падіння династії Аршакідів у 428 році до нашої ери.

«Історія Вірменії» містить ряд анахронізмів через які ряд дослідників сумніваються в тому, що автор дійсно жив у V столітті, тож робляться припущення, що насправді Мовсес Хоренаці жив у VII–IX століттях.